# Alice Pruvot-Fol
Alice Pruvot-Fol (1873 – 1972) è stata una zoologa e malacologa francese.
Il genere Pruvotfolia J.Tardy, 1970 è un omaggio al suo nome.
| Pruvot-Fol è l'abbreviazione standard utilizzata per le specie animali descritte da Alice Pruvot-Fol. Categoria:Taxa classificati da Alice Pruvot-Fol |